# Герб Шабельні
Герб Шабе́льні затверджений 9 листопада 2007 р. рішенням XV сесії Кальницької сільської ради V скликання.

## Опис
На розтятому синім та зеленим полі дві срібні шаблі із золотим ефесом на синьому і червоним на зеленому полях у косий хрест. Угорі шаблі супроводжуються золотим конюшиновидним хрестом. Щит облямований золотим декоративним картушем і увінчаний золотою сільською короною.

## Значення
Лазур і зелень означає сади, ліси і ставки. Дві срібні шаблі — знак славного минулого. Золотий ефес на лазуровому тлі — пам'ять про повстанчу боротьбу за волю України у 1918–1922 р.р., червоний ефес на зеленому тлі — знак партизанського руху 1941–1944 р.р. Золотий церковний хрест — Боже благословення і згадка про Шабельнянський жіночий монастир.

## Автор
Автор — В. Мацько.
Комп'ютерна графіка — В.М. Напиткін.